# پیه‌وه انی‌ووله
پیه‌وه انی‌ووله (به ایتالیایی: Pieve a Nievole) یک کومونه در ایتالیا است که در استان پیستویا واقع شده‌است. پیه‌وه انی‌ووله ۱۲٫۶۷ کیلومتر مربع مساحت و ۹٬۶۳۲ نفر جمعیت دارد و ۲۸ متر بالاتر از سطح دریا واقع شده‌است.